# 美田邨

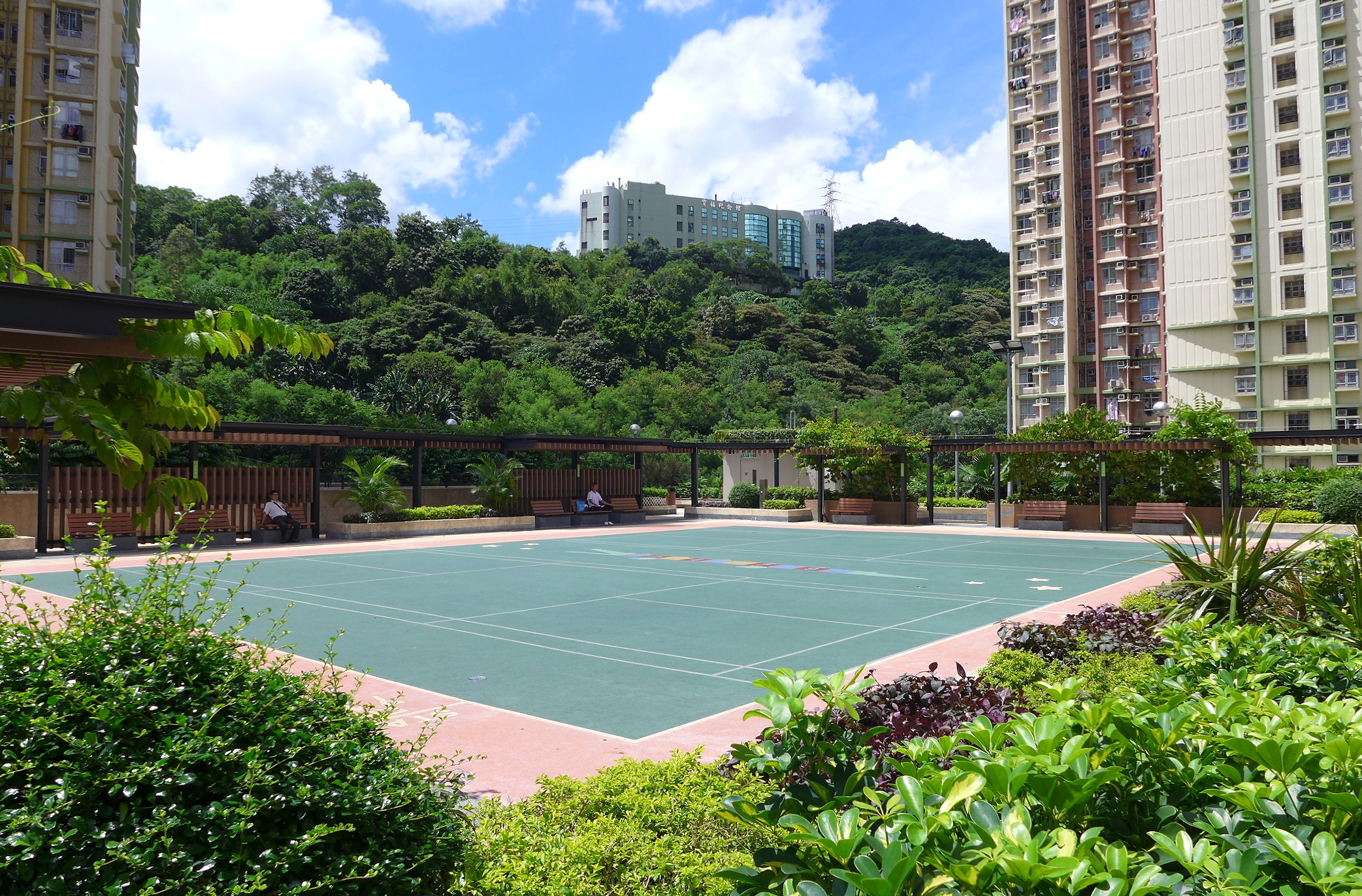
停車場頂層多用途活動空間

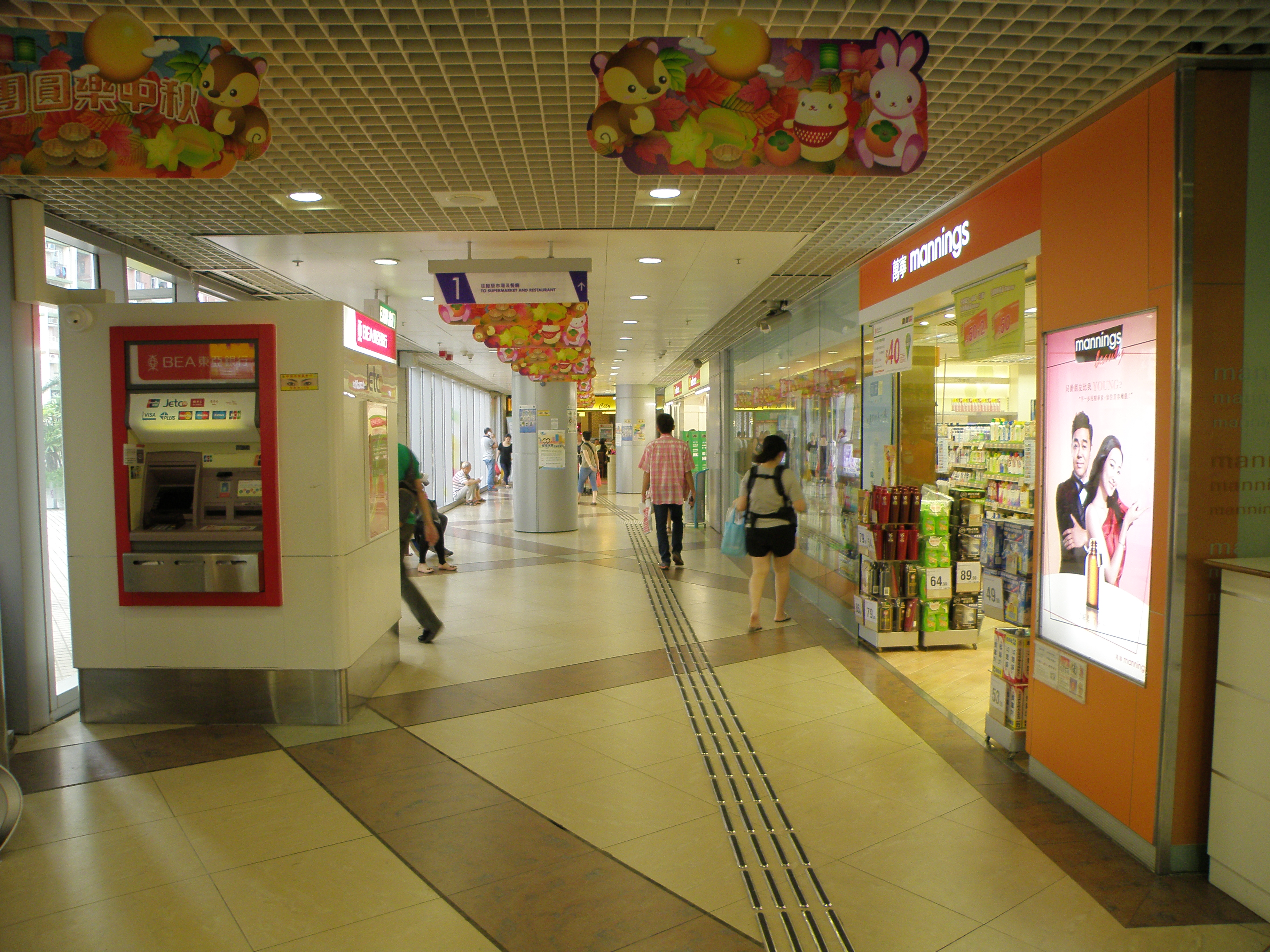
美田商場

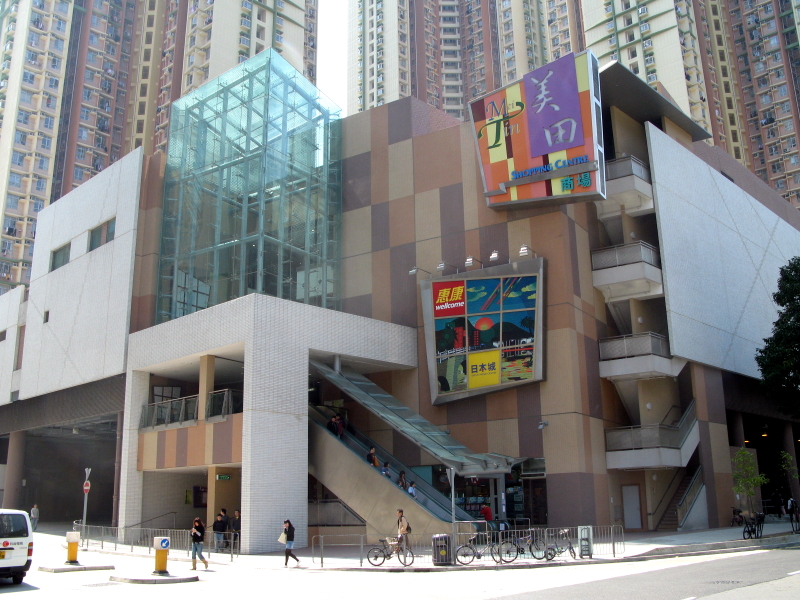
美田商場外貌

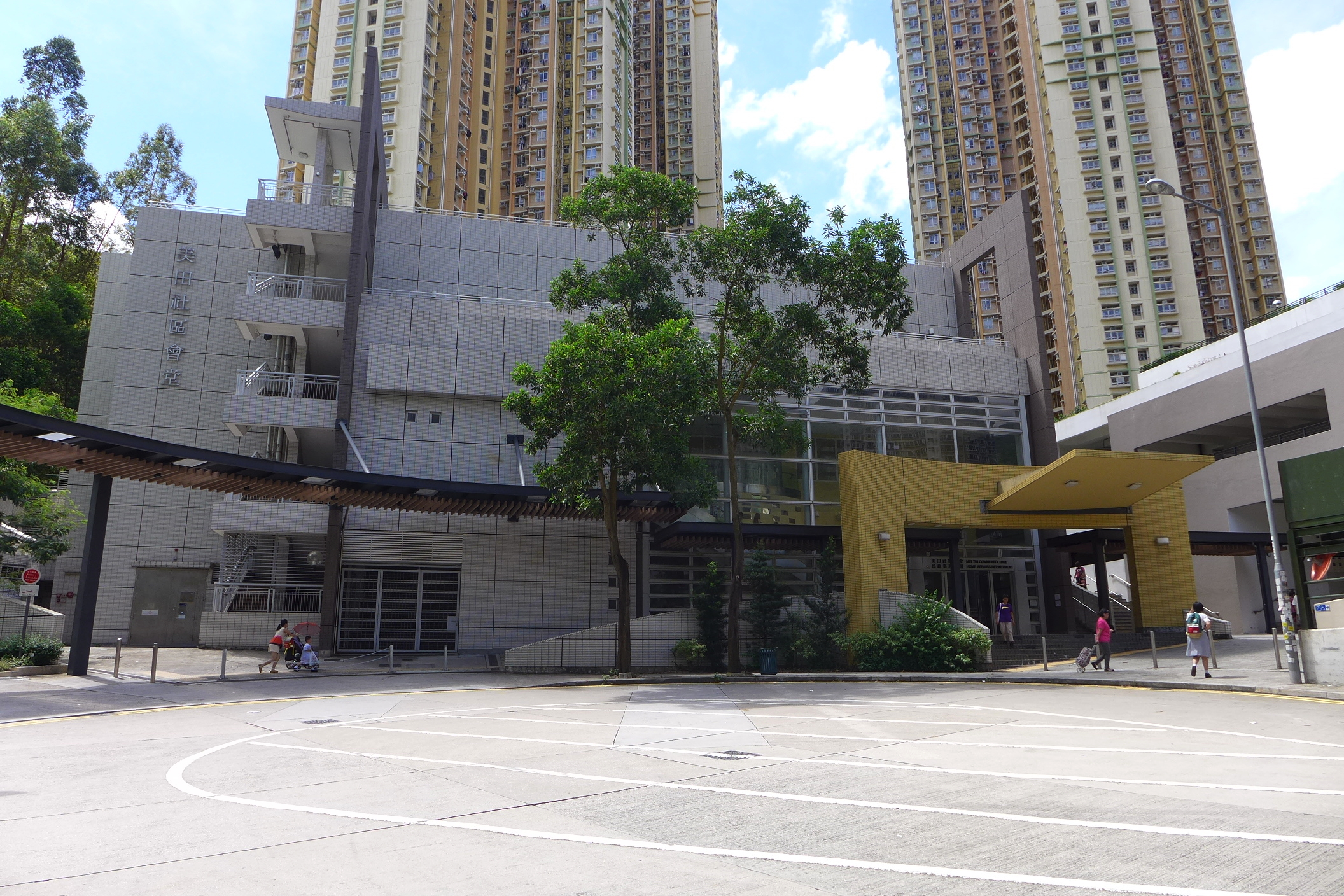
美田社區會堂

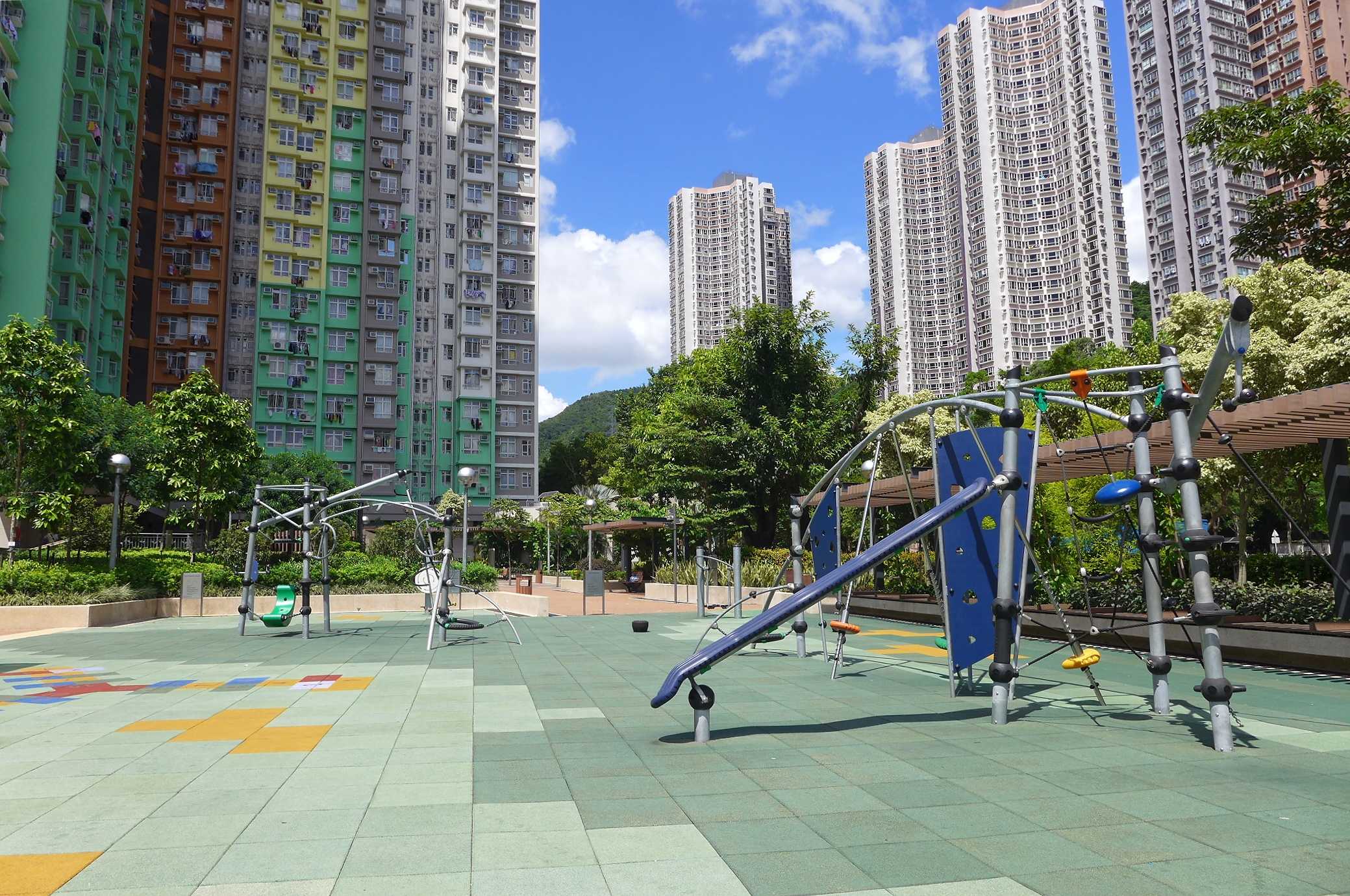
美田邨第4期兒童遊樂場（已拆卸）

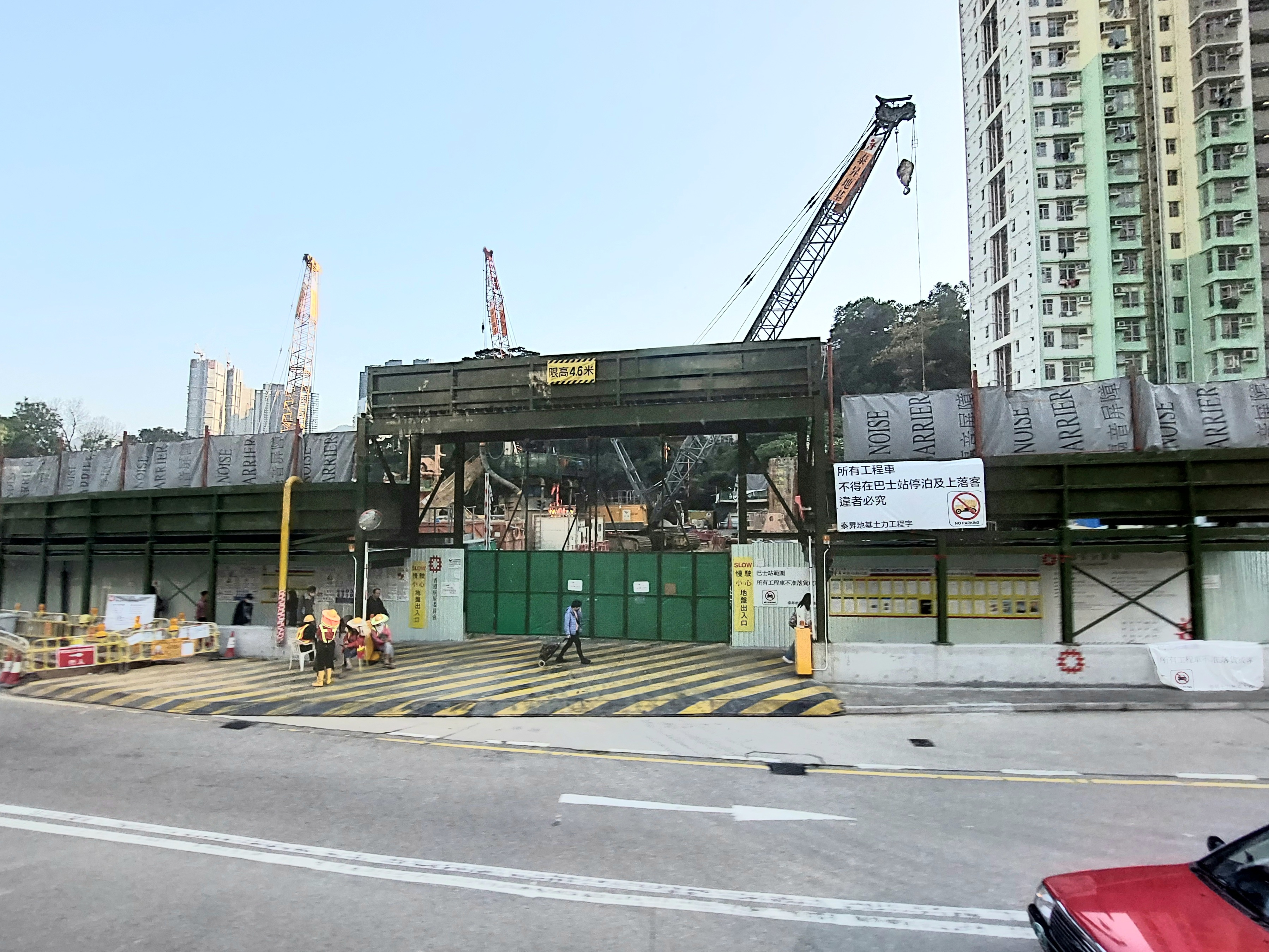
美田邨第4期兒童遊樂場拆卸後改建為第9座

美田邨（英語：Mei Tin Estate）是香港的一個公共屋邨，項目編號為ST27NR（第1-3期）及ST39NR（第4期），位於新界香粉寮，前臨城門河上游。於1997年4月立項興建，至2006年1月24日起正式入伙，鄰近美林邨、美盈苑、美柏苑以及美苑，並與恆峰花園及翠景花園隔河相望。
本屋邨已列入擴展市區配屋區內。

## 歷史
美田邨所在地香粉寮昔日盛產香木，村民曾在此蓋搭寮屋，利用城門河上游之流水，以水力磨粉著名，故稱「香粉寮」。於1932年，當時一名從澳洲移居香港的德國人連伯氏組織了一個天體會，在星期三、六、日及公眾假期之下午，均可見紅男綠女，絡繹前來參觀或參加。
美田邨前身為下城門道臨時房屋區（俗稱「菠蘿山」）及梅里臨時房屋區，分別在1990年6月及1997年清拆，原來居民分別遷往廣源邨及頌安邨。及後，政府於下城門道臨屋區及梅里臨屋區舊址進行平整工程（當中前者涉及明山爆破），以開拓土地興建此屋邨及培僑書院。按照1997年訂立的發展藍圖，美田邨首期將建有3幢和諧一型出租公屋，另第2-3期為8幢康和一型第一款居屋；及後，方案改為4座新和諧一型出租公屋，及5幢2000年版新十字型居屋；至2001年，原訂興建居屋的第三期高地，改為興建3座非標準大廈；然而，由於居屋計劃於2002年受孫九招影響而被終止，三座居屋大廈的用地改為興建出租公屋，並重新改用新和諧一型。
此外，美全樓及擬建未命名樓宇所在土地原擬興建私人參建居屋，但亦因孫九招而改作出租公屋用地，並曾於2003-2010年間用作青沙公路臨時工場之用。

## 屋邨資料
美田邨共有8座、分4期興建、總共可提供接近6,700個租住單位，分別由房屋署總建築師（3）伍灼宜（第1-3期）及何樂素芬（第4期）設計。當中第1期及第2期於2006年1月24日落成，第3期在2008年中入伙，第4期（美全樓）已於2013年4月竣工。
隨著復建新居屋，房委會於2012年起，在美田邨2及4期中間的美滿里加建一幢非標準型設計的新居屋美盈苑，同年亦在斜對岸翠景花園旁則加建另一座新居屋美柏苑，均於2017年竣工。而在2020年，房委會宣佈將於美田邨第4期再加建一幢大廈，但未說明房屋類別及樓宇設計型號。
美田邨商場對出設廣場及小型兒童遊樂場供住客休憩。屋邨內設有蓋行人通道連接各休憩平台、大廈入口、美田商場及公共交通交匯處。
在公共設施方面，多層停車場則於2012年落成。停車場頂層設兒童遊樂場、多用途活動空間及長者健身設施，並設通道連接第3期。
而本邨的樓宇是首個安裝新的自動垃圾處理系統的屋邨，新系統會將垃圾槽入口收窄一半，即只350毫米乘250毫米。
本邨現時未納入升降機優化計劃當中。

### 樓宇
| 樓宇名稱（座號）    | 樓宇類型                      | 落成日期  | 層數 | 每層伙數                                                          | 每座單位總數（伙） | 建築師                                    | 承建商                      | 提供升降機的廠商 | 期數 |
| ------------------- | ----------------------------- | --------- | ---- | ----------------------------------------------------------------- | ------------------ | ----------------------------------------- | --------------------------- | ---------------- | ---- |
| 美秀樓（第1座）     | 新和諧一型第一款              | 2006年    | 40   | 19                                                                | 759                | 房屋署總建築師伍灼宜                      | 西松建設 （地基為中國建築） | 迅達             | 1    |
| 美麗樓（第2座）     | 新和諧一型第六款              | 2006年    | 40   | 20                                                                | 799                | 房屋署總建築師伍灼宜                      | 西松建設 （地基為中國建築） | 迅達             | 1    |
| 美景樓（第3座）     | 新和諧一型第一款              | 2006年    | 40   | 19                                                                | 759                | 房屋署總建築師伍灼宜                      | 西松建設 （地基為中國建築） | 迅達             | 1    |
| 美致樓（第4座）     | 新和諧一型第三款              | 2006年    | 40   | 20                                                                | 799                | 房屋署總建築師伍灼宜                      | 西松建設 （地基為中國建築） | 迅達             | 2    |
| 美樂樓（第5座）     | 新和諧一型第六款              | 2008年    | 40   | 20                                                                | 799                | 房屋署總建築師伍灼宜                      | 興勝創建                    | 通力             | 3    |
| 美滿樓（第6座）     | 新和諧一型第三款 （特別設計） | 2008年    | 40   | 20                                                                | 799                | 房屋署總建築師伍灼宜                      | 興勝創建                    | 通力             | 3    |
| 美庭樓（第7座）     | 新和諧一型第六款              | 2008年    | 40   | 20                                                                | 799                | 房屋署總建築師伍灼宜                      | 興勝創建                    | 通力             | 3    |
| 美全樓（第8座）     | 非標準設計大廈 （Y型）        | 2013年4月 | 40   | 31（22-40樓） 1-18樓不設21室 19樓不設20及21室 20-21樓不設21及22室 | 1,216              | 房屋署總建築師何樂素芬                    | 新昌營造                    | 日立             | 4    |
| 未命名樓宇（第9座） | 非標準設計大廈 （未定型號）   | 2029年    | 35   | （待補）                                                          | 450                | 房屋署總建築師、 周古梁建築工程師有限公司 | 瑞安建業                    | （未定）         | 5    |

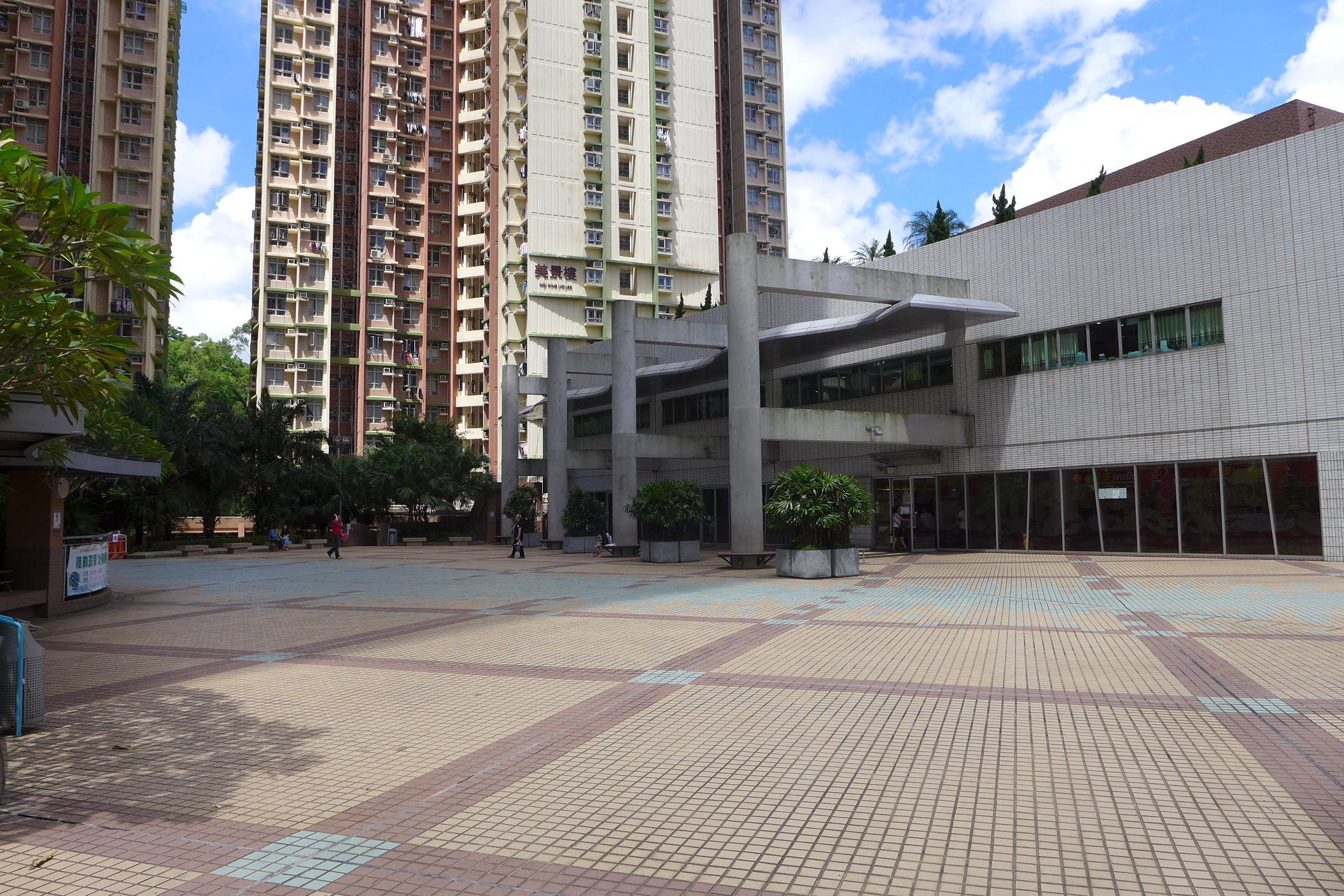
第1期美田商場對出設廣場
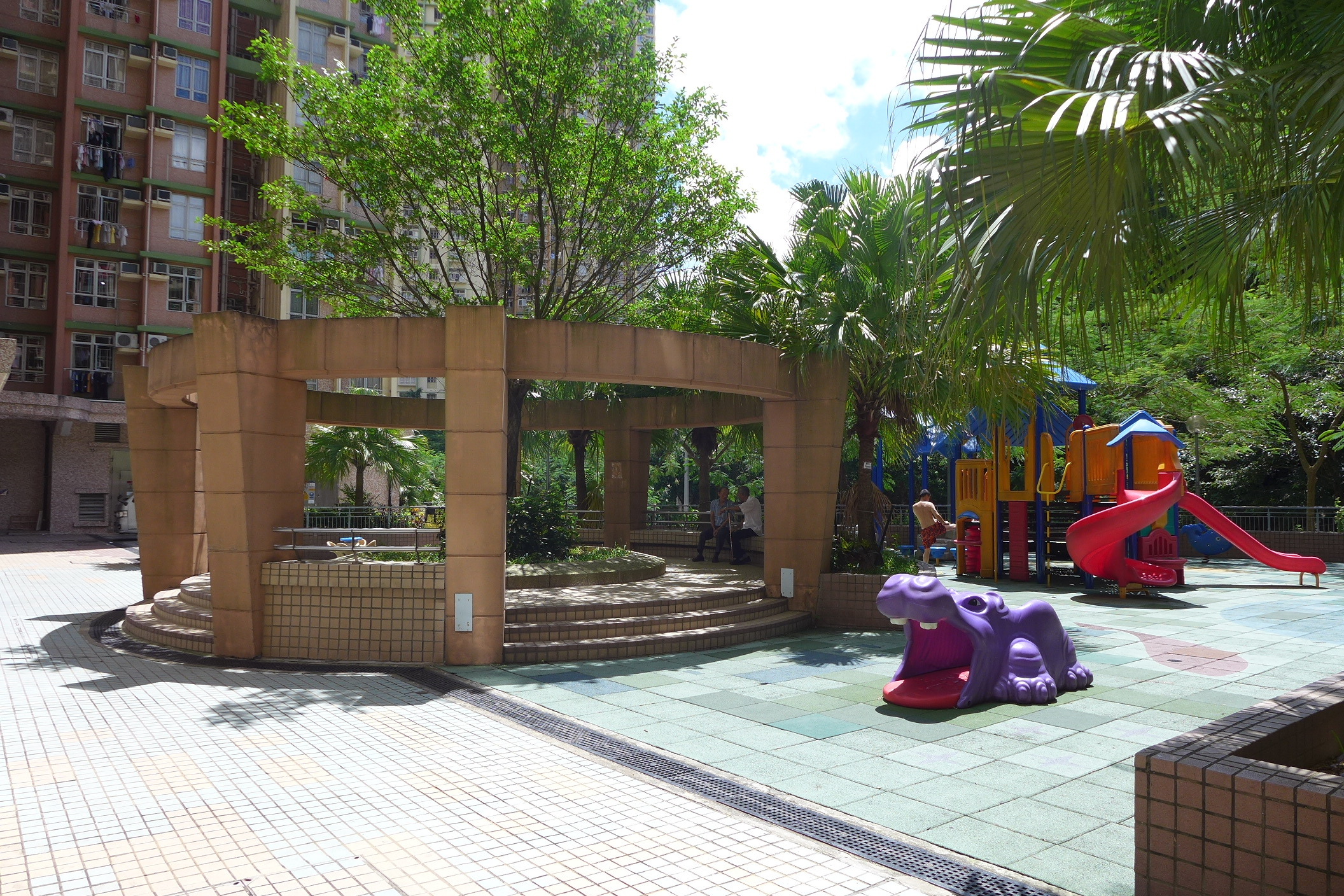
第1期兒童遊樂場
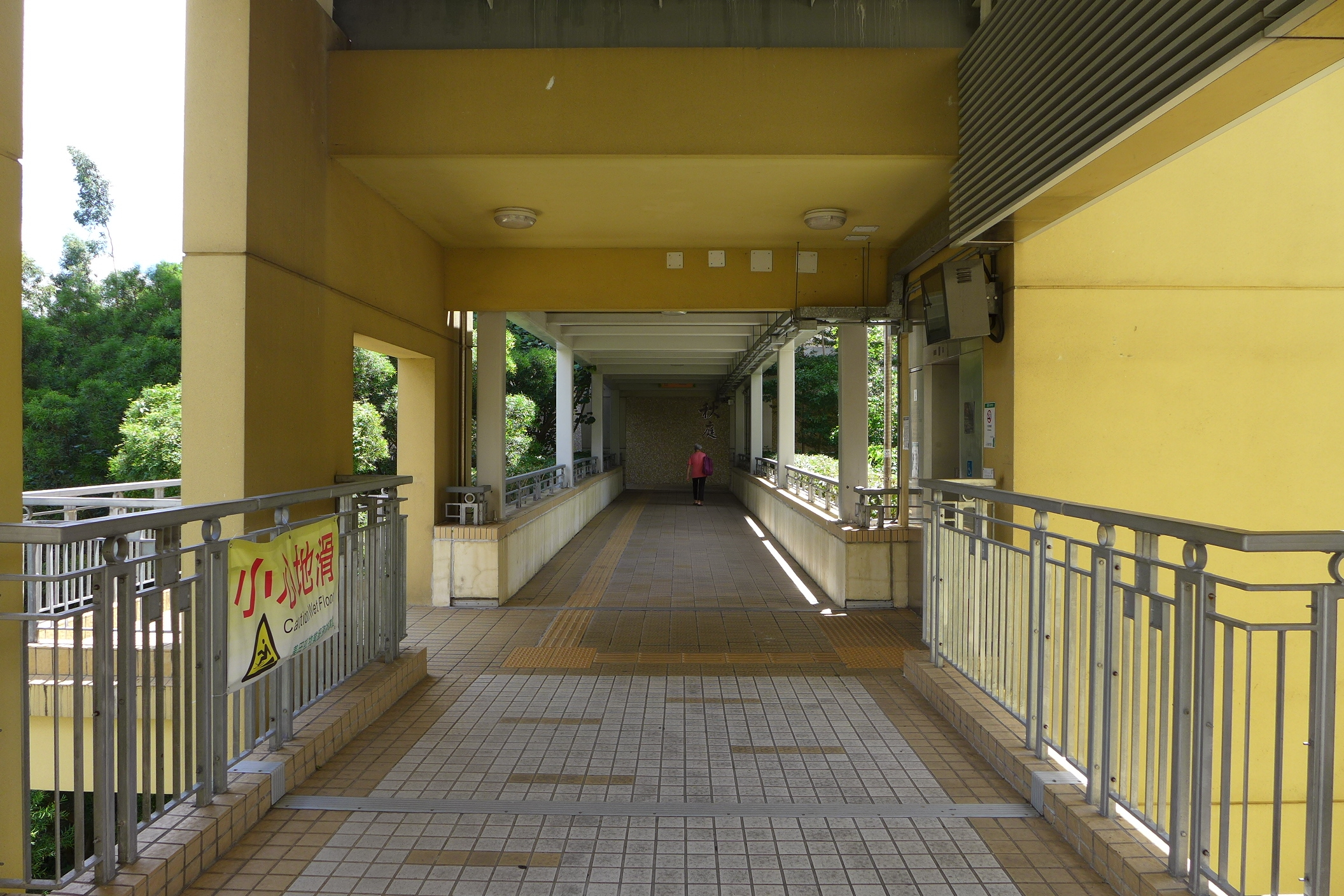
第3期升降機塔通道
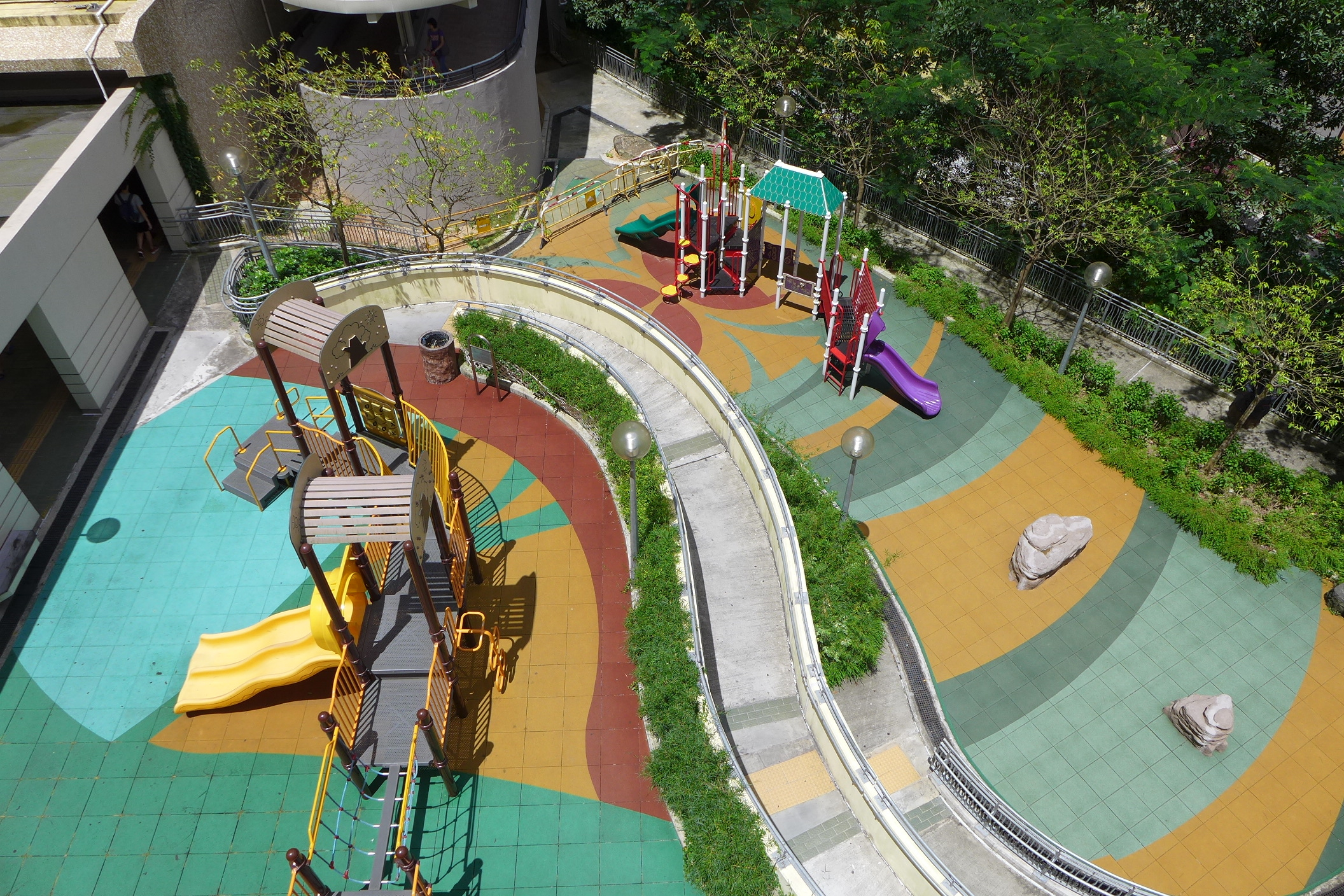
第3期兒童遊樂場分為多層平台
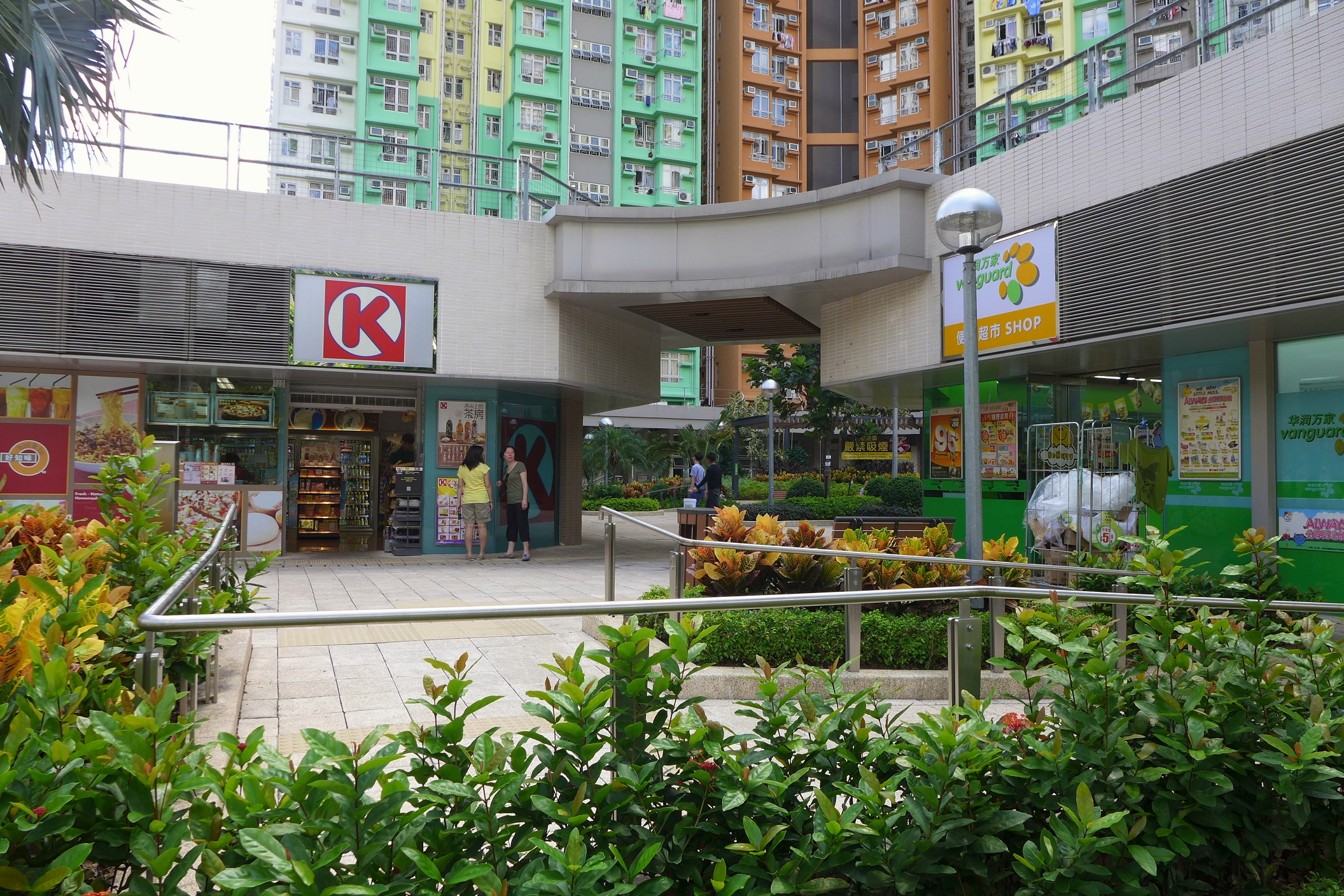
美田邨第4期設三間商店（OK便利店後面是759阿信屋）
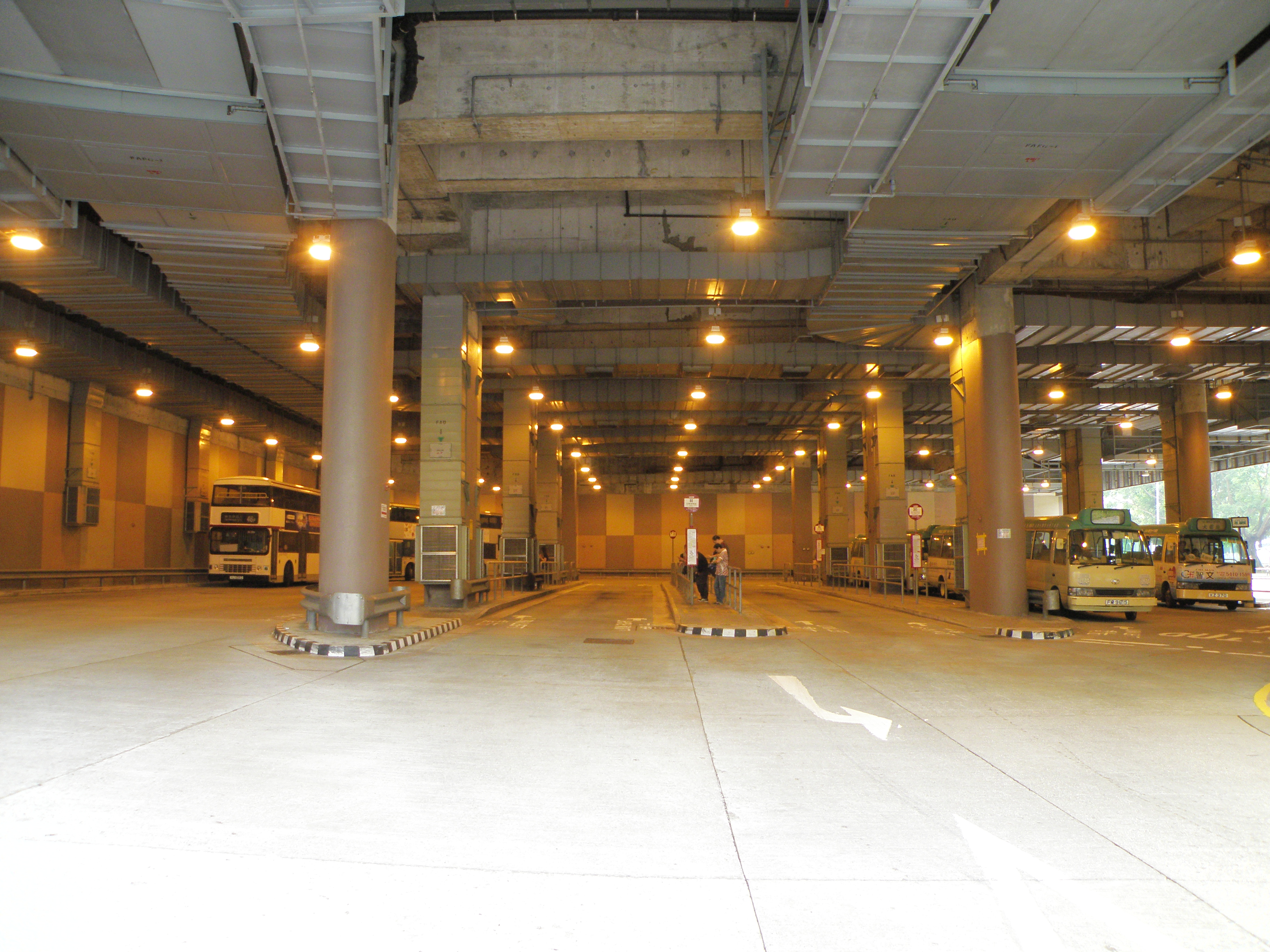
美田邨公共運輸交匯處
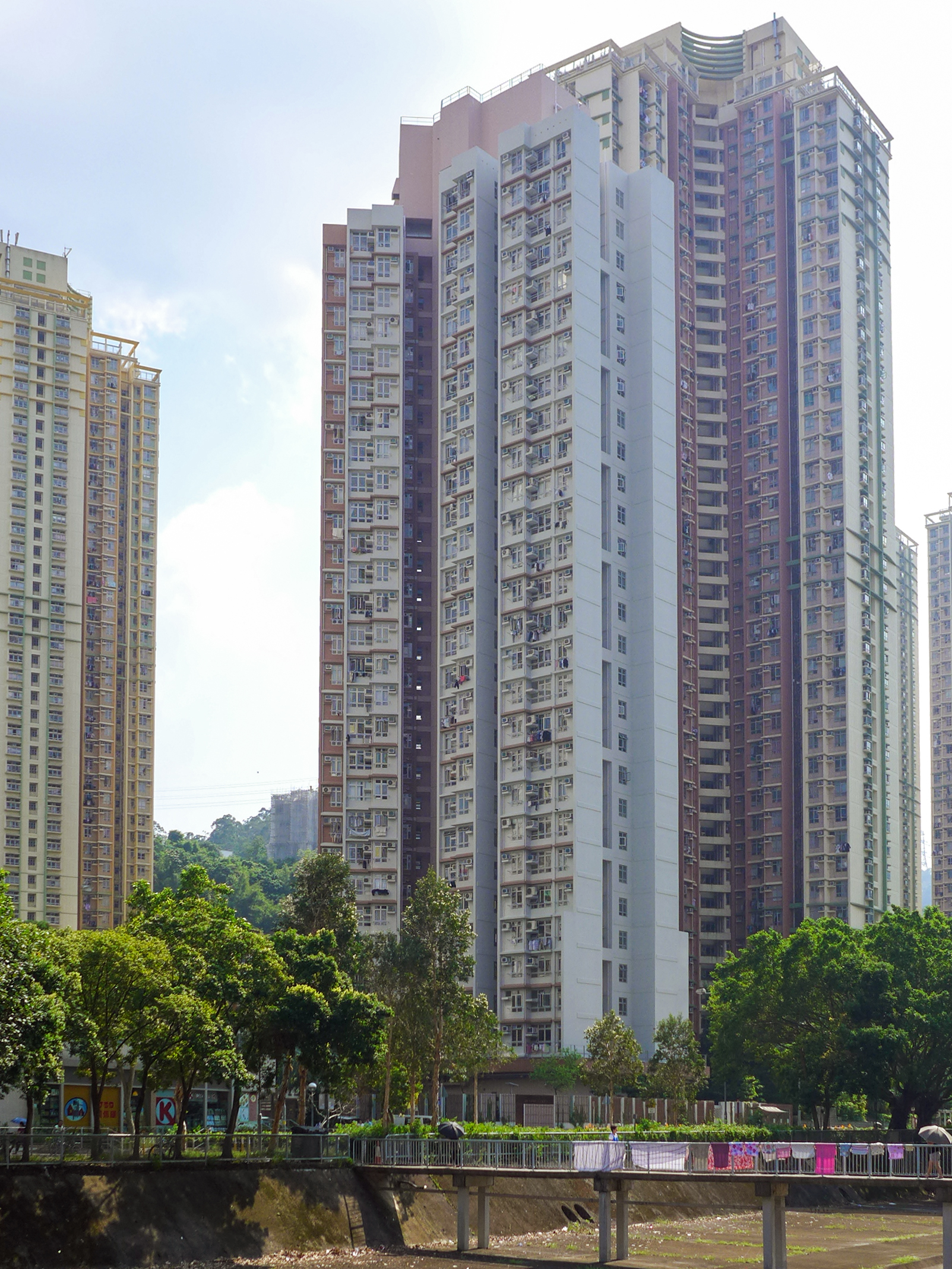
在美田邨2及4期中間的美滿里加建一幢非標準型設計的新居屋美盈苑
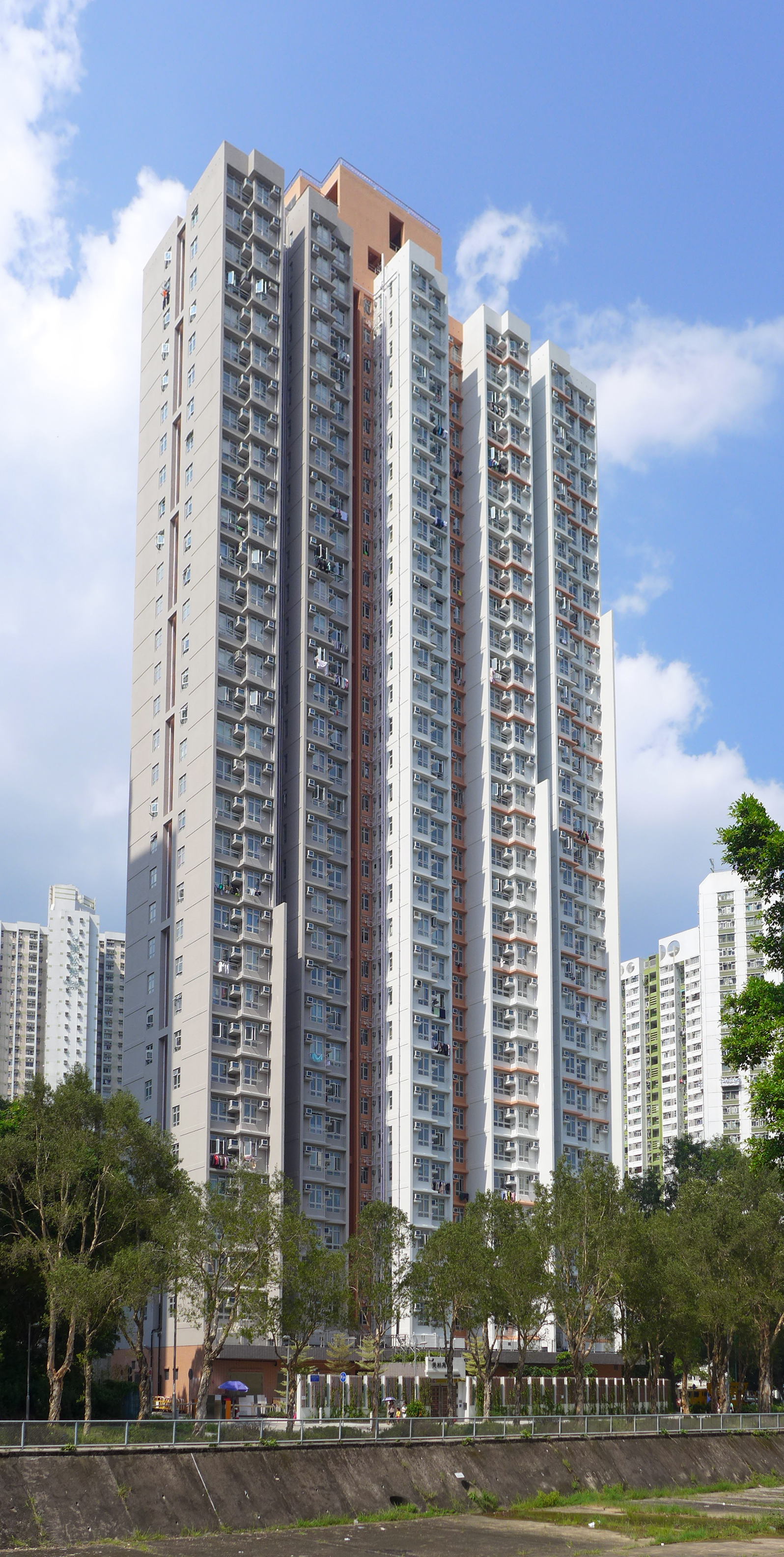
斜對岸翠景花園旁則加建另一座新居屋美柏苑

### 商場
美田商場於2006年落成，主要租戶包括文具店、酒家、茶餐廳、補習社、琴行、診所、麵包店、日本城、萬寧、惠康超級市場等。而美田邨第4期設OK便利店及759阿信屋。

## 教育及福利設施

### 中學及小學
- 培僑書院（中學連小學）

### 幼稚園
- 救世軍中原慈善基金幼稚園（页面存档备份，存于）（2009年創辦）（位於美滿樓地下，將遷往元朗朗天苑）

### 長者鄰舍中心
- 東華三院方潤華長者鄰舍中心（页面存档备份，存于）（1989年創辦）（位於美全樓地下）

## 區議會議席分布
| 範圍／年度                       | 2004-2007    | 2008-2011    | 2012-2015 | 2016-2019  | 2020-2023  |
| -------------------------------- | ------------ | ------------ | --------- | ---------- | ---------- |
| 美秀樓、美麗樓、美景樓以及美致樓 | 松田選區     | 松田選區     | 松田選區  | 下城門選區 | 下城門選區 |
| 美樂樓、美滿樓以及美庭樓         | （尚未落成） | 松田選區     | 松田選區  | 下城門選區 | 下城門選區 |
| 美全樓                           | （尚未落成） | （尚未落成） | 松田選區  | 松田選區   | 松田選區   |

## 重大事件

### 香港警方美田邨誤拘智障人士事件
2015年4月13日，一名73歲男子在沙田美林邨籃球場遇襲，警員到場，發現男子已昏迷，同日晚上證實死亡。到5月2日，警方公佈在美田邨拘捕一名30歲智障男子，並控告他誤殺罪。但事主家屬曾指事主無辜，案發時身在屯門院舍，不可能殺人；事主在未有家人陪同下，逾50小時沒有服藥，在5月7日獲無條件釋放後仍飽受驚嚇，不敢返回住所。其家人承受沉重壓力，希望警方還他們一家人的清白。警方事隔到5月12日才改變態度，早上派出助理警務處長、新界南總區指揮官呂漢國致電電台，首次表示警方會檢討事件，並「祝福」事主家人，惟當時未有道歉，指要待檢討後再作考慮。事態至深夜再有發展，警方於11時32分發稿，強調調查過程中尋求真相，「為事主及其家屬帶來不愉快經歷，警方表示抱歉」。
其後事主家屬向傳媒公開事主在警署錄口供的錄影片段，顯示警方在無律師陪同反覆盤問患中度智障及自閉症的事主，幾乎全部是警員引導。

### COVID-19圍封事件
2022年2月6日，美田邨美秀樓、美景樓及美致樓排放的污水樣本對新冠病毒檢查呈陽性，懷疑大廈內有隱形患者，三棟大廈分別於7時30分、8時及8時半起封區。
2022年2月7日，美景樓及美致樓在昨日圍封檢測行動中分別發現10宗及12宗初步陽性檢測個案，鑑於這兩座大廈具有極高感染風險，故決定延長其強制檢測行動至明日，以免病毒進一步擴散。大批居民知道有關安排後，便隨即落樓批評政府安排「不知所謂」，認為是失去預算和無法上班。有市民更表示自己在大堂等了大半日，才知悉政府再延長圍封時間。